# Est-ce amour ou est-ce magie ?
Pour plus de détails, voir Fiche technique et Distribution.
Est-ce amour ou est-ce magie ? (Per amore... per magia...) est un film franco-italien réalisé par Duccio Tessari et sorti en 1967. C'est une comédie fantastique partiellement inspirée d'Aladin ou la Lampe merveilleuse avec des éléments de musicarello. L'actrice principale est la chanteuse italienne Mina.

## Synopsis
Dans le Grand-Duché de Forilalì, Aladin est à présent retiré de la vie de voleur et a décidé de mener une vie honnête par amour pour la belle princesse Esmeralda.

## Fiche technique
Sauf indication contraire, les informations mentionnées dans cette section peuvent être confirmées par la base de données cinématographiques Unifrance,  présente dans la section « Liens externes ».
- Titre français : Est-ce amour ou est-ce magie ?[2]
- Titre original : Per amore... per magia...[3]
- Réalisation : Duccio Tessari
- Assistant à la réalisation : Mario Forges Davanzati
- Scénario : Franco Migliacci, Alberto Cavallone, Ennio De Concini, Duccio Tessari
- Photographie : Alfio Contini
- Montage : Romano Trina
- Musique : Bruno Zambrini, Luis Bacalov, Ennio Morricone
- Décors : Dario Cecchi
- Costumes : Dario Cecchi
- Trucages : Michele Trimarchi
- Production : Franco Cristaldi, Oscar Brazzi
- Sociétés de production : Vides Cinematografica, Rizzoli Film, Les Films Ariane
- Pays de production :  Italie -  France
- Langue de tournage : italien
- Format : Couleur (Technicolor) - Son stéréo - 35 mm
- Durée : 110 minutes[3]
- Genre : Musicarello, comédie fantastique[2]
- Dates de sortie :
  - Italie : 3 mai 1967
  - France : 1967[2]

## Distribution
- Mina : Aichesiade
- Gianni Morandi : Aladin
- Sandra Milo : Algisa, la sœur d'Aladin
- Paolo Poli : Jo Babà, le tailleur
- Rosemarie Dexter : Esmeralda
- Mischa Auer : le Grand-Duc de Forilarì
- Daniele Vargas : le vicomte Pallerineri
- Gianni Musy Glori : Magrebino
- Harold Bradley : Hassan, le génie de la lampe
- Rossano Brazzi : le narrateur
- Tony Renis : le bourreau
- Renato Greco : le danseur, un ami d'Aladin
- Lucia Modugno (it) : une amie d'Aladin
- Lorella De Luca : une amie Algisa